# Campionati europei di atletica leggera indoor 2019
I XXXV Campionati europei di atletica leggera indoor si sono svolti presso la Commonwealth Arena and Sir Chris Hoy Velodrome (Emirates Arena) di Glasgow, in Scozia, dal 1º al 3 marzo 2019.

## Nazioni partecipanti
Hanno preso parte all'evento 637 atleti da 49 nazioni. Le uniche due federazioni assenti sono state quelle di Liechtenstein e Principato di Monaco, oltre a quella russa, in seguito allo scandalo del doping in Russia. Tra parentesi è indicato il numero di atleti rappresentanti di ogni nazione.
- Albania (2)
- Andorra (1)
- Armenia (3)
- Atleti Neutrali Autorizzati (11)
- Austria (8)
- Azerbaigian (2)
- Belgio (18)
- Bielorussia (17)
- Bosnia ed Erzegovina (3)
- Bulgaria (6)
- Cipro (6)
- Croazia (6)
- Danimarca (6)
- Estonia (4)
- Finlandia (13)
- Francia (48)
- Georgia (1)

- Germania (32)
- Gibilterra (2)
- Grecia (17)
- Islanda (2)
- Irlanda (16)
- Israele (2)
- Italia (28)
- Kosovo (1)
- Lettonia (10)
- Lituania (9)
- Lussemburgo (5)
- Macedonia del Nord (1)
- Malta (2)
- Moldavia (1)
- Montenegro (1)
- Norvegia (19)
- Paesi Bassi (15)

- Polonia (32)
- Portogallo (14)
- Regno Unito (52)
- Rep. Ceca (23)
- Romania (12)
- San Marino (1)
- Serbia (10)
- Slovacchia (9)
- Slovenia (8)
- Spagna (48)
- Svezia (30)
- Svizzera (18)
- Turchia (15)
- Ucraina (32)
- Ungheria (12)

## Risultati

### Uomini
| Specialità | Oro                                                            | Prestazione | Argento                                                     | Prestazione | Bronzo                                                                 | Prestazione   |
| Corse piane |                                                                |             |                                                             |             |                                                                        |               |
| 60 metri (dettagli) | Ján Volko                                                      | 6"60        | Emre Zafer Barnes                                           | 6"61        | Joris van Gool                                                         | 6"62 =        |
| 400 metri (dettagli) | Karsten Warholm                                                | 45"05       | Óscar Husillos                                              | 45"66       | Tony van Diepen                                                        | 46"13         |
| 800 metri (dettagli) | Álvaro de Arriba                                               | 1'46"83     | Jamie Webb                                                  | 1'47"13     | Mark English                                                           | 1'47"39       |
| 1.500 metri (dettagli) | Marcin Lewandowski                                             | 3'42"85     | Jakob Ingebrigtsen                                          | 3'43"23     | Jesús Gómez                                                            | 3'44"39       |
| 3.000 metri (dettagli) | Jakob Ingebrigtsen                                             | 7'56"15     | Chris O'Hare                                                | 7'57"19     | Henrik Ingebrigtsen                                                    | 7'57"19       |
| Corse a ostacoli |                                                                |             |                                                             |             |                                                                        |               |
| 60 metri ostacoli (dettagli) | Milan Trajkovic                                                | 7"60        | Pascal Martinot-Lagarde                                     | 7"61        | Aurel Manga                                                            | 7"63          |
| Salti |                                                                |             |                                                             |             |                                                                        |               |
| Salto in alto (dettagli) | Gianmarco Tamberi                                              | 2,32 m =    | Konstadinos Baniotis                                        | 2,26 m      | non assegnata                                                          | non assegnata |
| Salto in alto (dettagli) | Gianmarco Tamberi                                              | 2,32 m =    | Andrij Procenko                                             | 2,26 m      | non assegnata                                                          | non assegnata |
| Salto con l'asta (dettagli) | Paweł Wojciechowski                                            | 5,90 m      | Piotr Lisek                                                 | 5,85 m      | Melker Svärd Jacobsson                                                 | 5,75 m        |
| Salto in lungo (dettagli) | Miltiádis Tedóglou                                             | 8,38 m      | Thobias Nilsson Montler                                     | 8,17 m      | Strahinja Jovančević                                                   | 8,03 m        |
| Salto triplo (dettagli) | Nazim Babayev                                                  | 17,29 m     | Nelson Évora                                                | 17,11 m     | Max Heß                                                                | 17,10 m       |
| Lanci |                                                                |             |                                                             |             |                                                                        |               |
| Getto del peso (dettagli) | Michał Haratyk                                                 | 21,65 m     | David Storl                                                 | 21,54 m     | Tomáš Staněk                                                           | 21,25 m       |
| Prove multiple |                                                                |             |                                                             |             |                                                                        |               |
| Eptathlon (dettagli) | Jorge Ureña                                                    | 6218 p.     | Tim Duckworth                                               | 6156 p.     | Il'ja Škurenëv                                                         | 6145 p.       |
| Staffette |                                                                |             |                                                             |             |                                                                        |               |
| Staffetta 4×400 metri (dettagli) | Belgio Julien Watrin Dylan Borlée Jonathan Borlée Kévin Borlée | 3'06"27     | Spagna Óscar Husillos Manuel Guijarro Lucas Búa Bernat Erta | 3'06"32     | Francia Mame-Ibra Anne Thomas Jordier Nicolas Courbiere Fabrisio Saïdy | 3'07"71       |
| record mondiale; record mondiale stagionale; record europeo; record europeo stagionale; record dei campionati; record nazionale; record personale; record personale stagionale. |                                                                |             |                                                             |             |                                                                        |               |

### Donne
| Specialità | Oro                                                                                          | Prestazione | Argento                                                         | Prestazione | Bronzo                                                               | Prestazione |
| Corse piane |                                                                                              |             |                                                                 |             |                                                                      |             |
| 60 metri (dettagli) | Ewa Swoboda                                                                                  | 7"09        | Dafne Schippers                                                 | 7"14        | Asha Philip                                                          | 7"15        |
| 400 metri (dettagli) | Léa Sprunger                                                                                 | 51"61       | Cynthia Bolingo Mbongo                                          | 51"62       | Lisanne de Witte                                                     | 52"34       |
| 800 metri (dettagli) | Shelayna Oskan-Clarke                                                                        | 2'02"58     | Rénelle Lamote                                                  | 2'03"00     | Ol'ha Ljachova                                                       | 2'03"24     |
| 1.500 metri (dettagli) | Laura Muir                                                                                   | 4'05"92     | Sofia Ennaoui                                                   | 4'09"30     | Ciara Mageean                                                        | 4'09"43     |
| 3.000 metri (dettagli) | Laura Muir                                                                                   | 8'30"61     | Konstanze Klosterhalfen                                         | 8'34"06     | Melissa Courtney                                                     | 8'38"22     |
| Corse a ostacoli |                                                                                              |             |                                                                 |             |                                                                      |             |
| 60 metri ostacoli (dettagli) | Nadine Visser                                                                                | 7"87        | Cindy Roleder                                                   | 7"97        | Ėl'vira Herman                                                       | 8"00        |
| Salti |                                                                                              |             |                                                                 |             |                                                                      |             |
| Salto in alto (dettagli) | Marija Lasickene                                                                             | 2,01 m      | Julija Levčenko                                                 | 1,99 m      | Airinė Palšytė                                                       | 1,97 m      |
| Salto con l'asta (dettagli) | Anželika Sidorova                                                                            | 4,85 m      | Holly Bradshaw                                                  | 4,75 m      | Nikoléta Kiriakopoúlou                                               | 4,65 m      |
| Salto in lungo (dettagli) | Ivana Španović                                                                               | 6,99 m =    | Anastasija Mirončyk-Ivanova                                     | 6,93 m      | Maryna Bech-Romančuk                                                 | 6,84 m      |
| Salto triplo (dettagli) | Ana Peleteiro                                                                                | 14,73 m     | Paraskeuī Papachristou                                          | 14,50 m     | Ol'ha Saladucha                                                      | 14,47 m     |
| Lanci |                                                                                              |             |                                                                 |             |                                                                      |             |
| Getto del peso (dettagli) | Radoslava Mavrodieva                                                                         | 19,12 m     | Christina Schwanitz                                             | 19,11 m     | Anita Márton                                                         | 19,00 m     |
| Prove multiple |                                                                                              |             |                                                                 |             |                                                                      |             |
| Pentathlon (dettagli) | Katarina Johnson-Thompson                                                                    | 4983 p.     | Niamh Emerson                                                   | 4731 p.     | Solène Ndama                                                         | 4723 p. =   |
| Staffette |                                                                                              |             |                                                                 |             |                                                                      |             |
| Staffetta 4×400 metri (dettagli) | Polonia Anna Kiełbasińska Iga Baumgart-Witan Małgorzata Hołub-Kowalik Justyna Święty-Ersetic | 3'28"77     | Regno Unito Laviai Nielsen Zoey Clark Amber Anning Eilidh Doyle | 3'29"55     | Italia Raphaela Lukudo Ayomide Folorunso Chiara Bazzoni Marta Milani | 3'31"90     |
| record mondiale; record mondiale stagionale; record europeo; record europeo stagionale; record dei campionati; record nazionale; record personale; record personale stagionale. |                                                                                              |             |                                                                 |             |                                                                      |             |

## Medagliere
Legenda
     Paese ospitante
| Posizione | Paese                       | Oro | Argento | Bronzo | Totale |
| --------- | --------------------------- | --- | ------- | ------ | ------ |
| 1         | Polonia                     | 5   | 2       | 0      | 7      |
| 2         | Regno Unito                 | 4   | 6       | 2      | 12     |
| 3         | Spagna                      | 3   | 2       | 1      | 6      |
| 4         | Norvegia                    | 2   | 1       | 1      | 4      |
| -         | Atleti Neutrali Autorizzati | 2   | 0       | 1      | 3      |
| 5         | Grecia                      | 1   | 2       | 1      | 4      |
| 6         | Paesi Bassi                 | 1   | 1       | 3      | 5      |
| 7         | Belgio                      | 1   | 1       | 0      | 2      |
| 8         | Italia                      | 1   | 0       | 1      | 2      |
| 8         | Serbia                      | 1   | 0       | 1      | 2      |
| 10        | Azerbaigian                 | 1   | 0       | 0      | 1      |
| 10        | Bulgaria                    | 1   | 0       | 0      | 1      |
| 10        | Cipro                       | 1   | 0       | 0      | 1      |
| 10        | Svizzera                    | 1   | 0       | 0      | 1      |
| 10        | Slovacchia                  | 1   | 0       | 0      | 1      |
| 15        | Germania                    | 0   | 4       | 1      | 5      |
| 16        | Francia                     | 0   | 2       | 3      | 5      |
| 16        | Ucraina                     | 0   | 2       | 3      | 5      |
| 18        | Bielorussia                 | 0   | 1       | 1      | 2      |
| 18        | Svezia                      | 0   | 1       | 1      | 2      |
| 20        | Portogallo                  | 0   | 1       | 0      | 1      |
| 20        | Turchia                     | 0   | 1       | 0      | 1      |
| 22        | Irlanda                     | 0   | 0       | 2      | 2      |
| 23        | Rep. Ceca                   | 0   | 0       | 1      | 1      |
| 23        | Ungheria                    | 0   | 0       | 1      | 1      |
| 23        | Lituania                    | 0   | 0       | 1      | 1      |
| Totale    | Totale                      | 26  | 27      | 25     | 78     |